# NGC 6040B
NGC 6040B је лентикуларна галаксија у сазвежђу Херкул која се налази на NGC листи објеката дубоког неба.
Деклинација објекта је + 17° 44' 31" а ректасцензија 16h 4m 26,5s. Привидна величина (магнитуда) објекта NGC 6040 износи 14,5 а фотографска магнитуда 15,5. NGC 6040B је још познат и под ознакама UGC 10165, MCG 3-41-73, CGCG 108-96, ARP 122, VV 212, DRCG 34-68, PGC 56942.